# Mosquée de Tokyo
La mosquée de Tokyo, aussi connue sous le nom de Tokyo Camii (東京ジャーミイ, Tōkyō-jāmii), est un lieu de culte musulman et un centre culturel turc situé dans le district d'Ōyama-chō de l'arrondissement de Shibuya à Tokyo. Il s'agit de la plus grande mosquée du Japon.

## Histoire
Inaugurée le 12 mai 1938, en même temps qu'une école, par des immigrants tartares ayant fui la Russie après la révolution d'Octobre, la mosquée de Tokyo est construite sur l'initiative d'Abdürreşid İbrahim, son premier imam, et d'Abdülhay Kurban Ali.
En 1986, la mosquée reçoit un avis de démolition en raison de graves défauts structurels. Avec le soutien de la présidence des Affaires religieuses de Turquie, la construction d'un nouveau bâtiment commence en 1998 dont l'architecte est Muharrem Hilmi Senalp. La décoration est très inspirée de l'architecture religieuse ottomane. Environ 70 artisans turcs ont travaillé sur les détails de finitions, et une considérable quantité de marbre a été importée de Turquie. La construction est achevée en 2000 pour un coût de 1,5 milliard de yen et l'inauguration a lieu le 30 juin 2000.

## Description
La mosquée de Tokyo est bâtie sur trois étages pour une superficie de 1 477 m2. Son dôme principal, haut de 23,25 m, est soutenu par six piliers, tandis que le minaret mesure 41,48 m de haut.